# Anna Staniszewska (malarka)
Anna Staniszewska (ur. 22 października 1921 w Krakowie zm. 14 stycznia 2017 w Warszawie) – polska malarka.

## Życiorys
Urodziła się w znanej krakowskiej rodzinie profesorskiej, jako córka znanego przyrodnika profesora Władysława Szafera i profesor Janiny Jentys-Szaferowej, jest młodszą siostrą profesora architektury Tadeusza Przemysława Szafera.

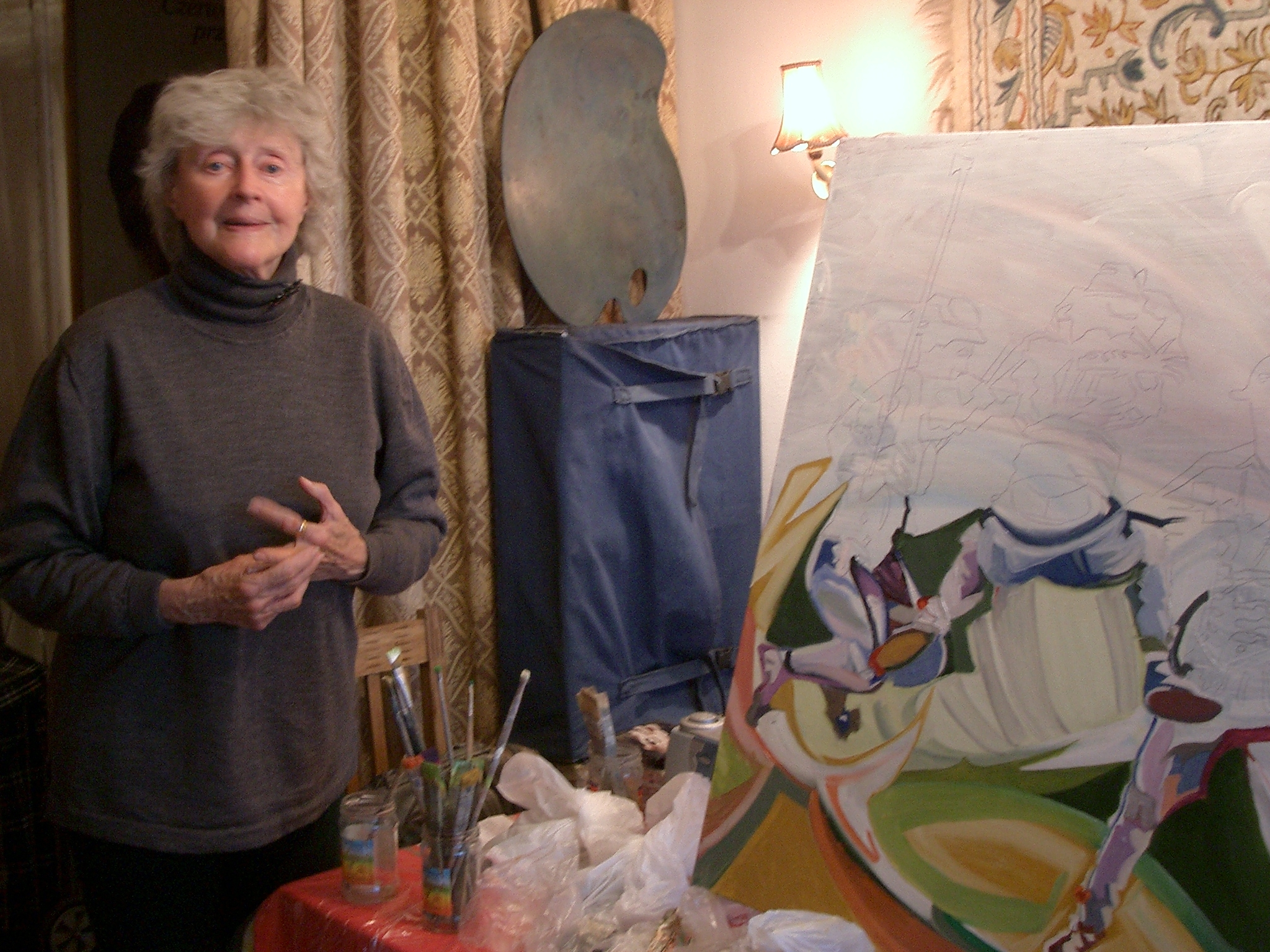
Anna Staniszewska maluje tańczących górali, 2003

Ukończyła studia na Uniwersytecie Jagiellońskim - Wydział Polonistyki. Od 1950 roku pracowała przez wiele lat jako redaktorka i autorka w "Naszej Księgarni".
Przez większość życia pracowała jako pilotka wycieczek zagranicznych Orbisu i dopiero po przejściu na emeryturę rozpoczęła romans z malarstwem. Bardzo szybko stworzyła swój własny, niepowtarzalny styl malarski i niezwykłą kolorystykę.
Profesor Wiktor Zin tak oceniał malarkę w 2000 roku:

Zaskakujące w tych pracach jest opanowanie warsztatu malarskiego i odpowiedzialność Artystki za każdą plamę barwną. To malarstwo zasadzające się na daleko posuniętych uproszczeniach natury przy zachowaniu jej sfery poetyckiej narracji wypowiedzianej własnymi słowami. Pejzaże i martwe natury prezentowane na wystawie są na tyle konsekwentne, że można mówić o stylu wypracowanym przez Autorkę i właściwym Jej kolorycie. Dostrzegam też widoczny tu podziw dla Matki Natury, jej bogactwa tak umiejętnie przetransportowanego na płótno.

W 2003 roku ofiarowała cykl swoich 11 akwarel z powstania warszawskiego, powstającemu wtedy Muzeum Powstania Warszawskiego. Poza wprawkami malarskimi i nielicznymi wyjątkami - poświęciła się wyłącznie malarstwu olejnemu.
W 2009 roku z ofiarowanych przez malarkę obrazów powstała jej stała galeria w Muzeum Obrony Wybrzeża poświęcona obronie polskiego wybrzeża.

## Życie prywatne
Przeżyła trzech swoich mężów - krakowskiego kupca Jana Szarskiego (ich synem był Władysław Szarski ur. w 1945 - dyrektor Muzeum Obrony Wybrzeża), dr Andrzeja Staniszewskiego i prof.med. Mieczysława Jerzego Gamskiego.
Została pochowana w grobie rodziców na cmentarzu Rakowickim w Krakowie.